# Paraíba
L'État de Paraíba (en portugais : Estado da Paraíba, prononcé : [paɾaˈibɐ]) est un État brésilien situé dans l'est de la région Nordeste du pays. Sa capitale est João Pessoa. Il est délimité par le Rio Grande do Norte, l'océan Atlantique, le Pernambouc et le Ceará. Il occupe une superficie de 56 440 km2. En 2019, l'État, qui compte 1,9 % de la population brésilienne, est responsable de 0,9 % du PIB du pays,,,.

## Généralités
L’État de Paraíba tire son nom du fleuve éponyme qui le baigne. Ce nom est féminin en portugais (a Paraíba), mais généralement masculin en français, sans doute à cause du genre de rio (« o rio » Paraïba),. Le mot Paraïba trouve son origine dans la langue tupi et dérive du vocable paraïwa, composé de parà, ‘rivière’, et de aiwa/aïva, ‘impraticable à la navigation’.
Quelques-uns des plus importants poètes et écrivains brésiliens sont originaires de cet État, comme Augusto dos Anjos (1884-1908), José Américo de Almeida (pt) (1887-1980) José Lins do Rego (1901-1957) et Pedro Américo (1843-1905), connu principalement pour ses peintures historiques.

## Géographie
Dans l'État de Paraíba se trouve le point le plus oriental des Amériques, la pointe du Seixas, à João Pessoa. Les villes les plus importantes de cet État sont João Pessoa, Campina Grande, Santa Rita, Patos, Sousa, Cajazeiras, Bayeux et Cabedelo.
L'altitude moyenne n'est pas particulièrement élevée, sans être vraiment basse ; 66 % du territoire est compris entre 300 et 900 mètres d'altitude. Le point culminant de l'État est le Pico do Jabre (1 197 m). L'État du Paraïba s'étend de la côte vers le centre du pays. La capitale, João Pessoa, se trouve au littoral; Campina Grande se trouve à l'agreste et Patos se trouve au sertão.

### Hydrographie
Les principaux cours d'eau de l'État sont le Paraíba, le Piranhas, le Taperoá, le Mamanguape, le Espinharas, le Curimataú, le Peixe et le Sanhauá.
Ces cours d'eau peuvent être regroupés suivant deux bassins versants : celui des rivières littorales et celui des rivières du sertão :
- les rivières littorales naissent dans le plateau de la Borborema et s'écoulent directement vers l'est en direction du littoral de l'État pour se jeter dans l'océan Atlantique, comme le rio Paraíba et le rio Mamanguape (pt).
- les rivières du sertão s'écoulent en direction du nord pour se jeter dans l'Atlantique sur le littoral de l'État du Rio Grande do Norte, comme le rio Piranhas.

## Démographie

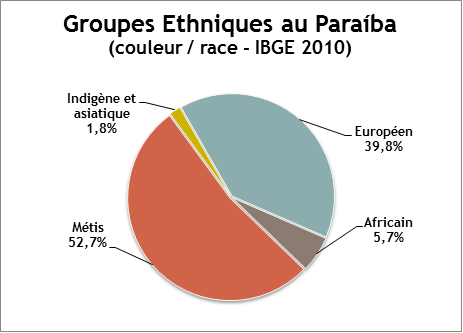
Groupes ethniques au Paraïba-2010

En ce qui concerne la démographie, le recensement de l'IBGE 2010 a montré une population totale de 3 766 528 personnes dans l’état du Paraíba et une densité de 66,7 hab./km2.
D'autres chiffres indiquent par ailleurs : taxe d’urbanisation : 75,4 % (2010), croissance de la population : 0,8 % (1991–2000) et total d’immeubles : 987 000 (2006-2007). Le même Census a aussi révélé la variété ethnique de cette région brésilienne : 1 986 619 métis (52,7 %), 1 499 253 blancs (39,8 %), 212 968 noirs (5,7 %) et 67 636 (1,8 %) personnes d’origine amérindienne et asiatique.

## Histoire

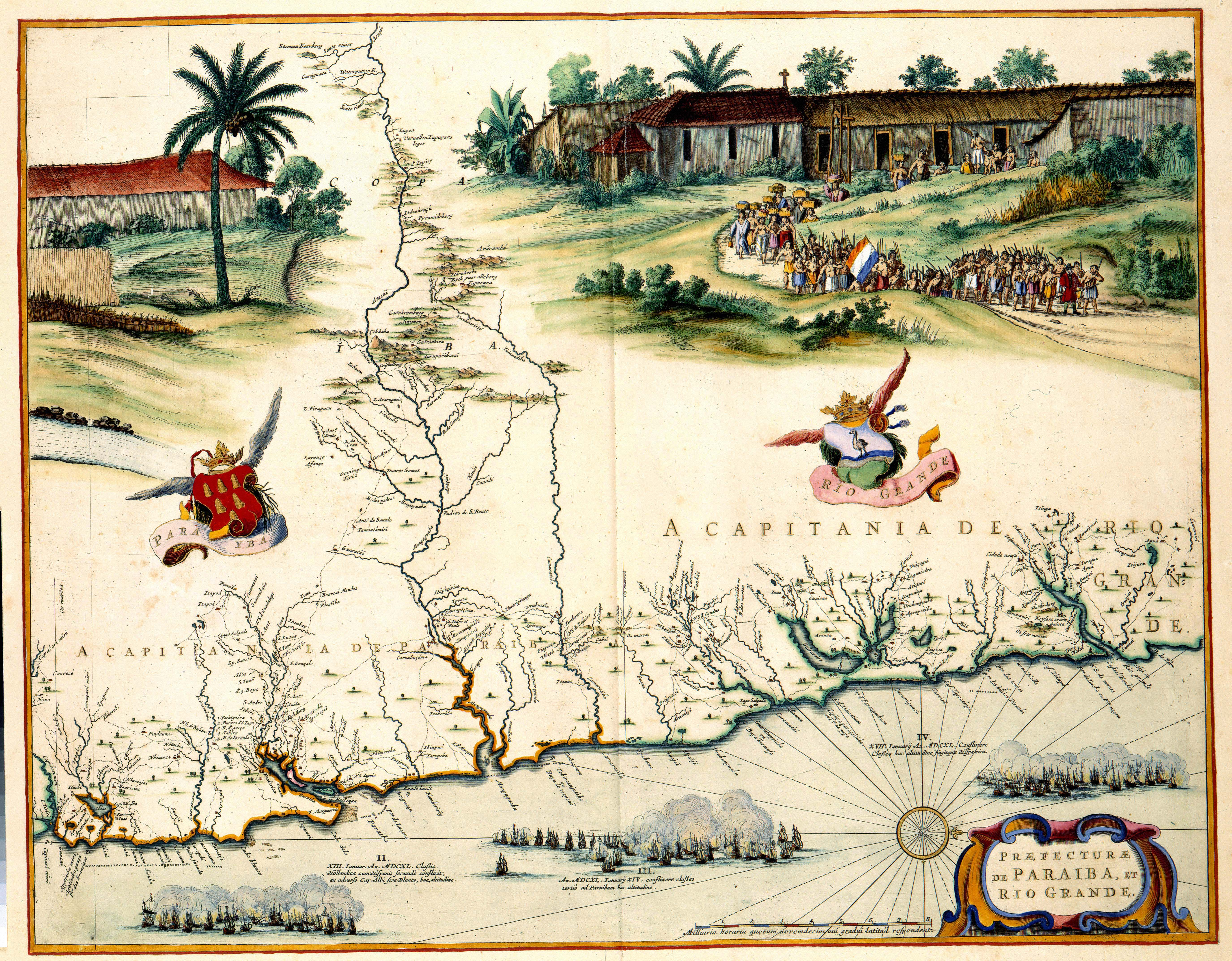
Carte, datée entre 1630 et 1654, du Paraïba, publiée dans l'Atlas van der Hagen. Collections de la Bibliothèque royale (Pays-Bas).

Au début du XVIe siècle, les Français connaissaient déjà la région et établirent de bonnes relations avec les indiens potiguaras. Ces corsaires avaient pour principal but l'exploitation du bois de pernambouc. Le Portugal établit sa souveraineté sur la région en établissant la capitainerie d'Itamaracá mais celle-ci sera abandonnée par son propriétaire. Ce n'est qu'en 1585 que João Tavares conclut une alliance avec les indigènes Tabajaras. Cette alliance permit la construction à l'embouchure du fleuve Paraíba, le fort São Felipe et la fondation de la colonie de Nossa Senhora das Neves, aujourd'hui João Pessoa, et conséquemment l'expulsion des français. La paix avec les indigènes fut rompue en 1599, après l'épidémie de variole qui décima la population autochtone.
Entre 1634 et 1654, la région fut occupée par les Hollandais jusqu'à leur expulsion par André Vidal de Negreiros. Dans les années suivantes, de nouveaux conflits avec les indiens provoquèrent des révoltes qui nécessitèrent une intervention de la métropole (le royaume du Portugal). En 1753, la région fut subordonnée à la capitainerie de Pernambouc, de laquelle elle se sépara de nouveau en 1799. Le Paraïba participa à la Révolution de 1817 ainsi qu'à la confédération de l'Équateur (1825).
La province est devenue État lors de la proclamation de la république, le 15 novembre 1889.
En 1930, João Pessoa, gouverneur de l'État, est nommé vice-président de la République au sein du gouvernement de Getúlio Vargas. Son assassinat la même année fut l'étincelle qui déclencha la révolution de 1930.

### Gouverneurs
| Période | Période  | Identité           | Étiquette | Qualité |
| ------- | -------- | ------------------ | --------- | ------- |
| 1987    | 1990     | Tarcísio Buriti    | PMDB      |         |
| 1991    | 1994     | Ronaldo Cunha Lima | PSDB      |         |
| 1994    | 1995     | Cícero Lucena      | PSDB      |         |
| 1995    | 1995     | Antônio Mariz      | PMDB      |         |
| 1995    | 2002     | José Maranhão      | PMDB      |         |
| 2002    | 2003     | Roberto Paulino    | PMDB      |         |
| 2003    | 2009     | Cássio Cunha Lima  | PSDB      |         |
| 2009    | 2010     | José Maranhão      | PMDB      |         |
| 2011    | 2018     | Ricardo Coutinho   | PSB       |         |
| 2019    | En cours | João Azevêdo       | PSB       |         |

## Économie
L'économie régionale de Paraíba est basée essentiellement sur l'agriculture (canne à sucre, ananas, manioc, maïs, haricot), l'élevage, l'industrie (alimentaire, la culture du coton, sucrière et spiritueuse), vit également de la pêche (langouste) et du tourisme.
Le transport maritime est essentiel pour l'économie locale. Les échanges s'effectuent principalement par le port de Cabedelo, dans la région métropolitaine de João Pessoa.
Les principaux centres économiques de l'État sont João Pessoa, Campina Grande, Patos, Sousa, Cajazeiras et Guarabira.

## Microrégions
Le Paraíba est divisée en vingt-trois microrégions:
- Brejo Paraibano
- Cajazeiras
- Campina Grande
- Cariri occidental
- Cariri oriental
- Catolé do Rocha
- Curimataú occidental
- Curimataú oriental
- Esperança
- Guarabira
- Itabaiana
- Itaporanga
- João Pessoa
- Littoral nord de Paraíba
- Littoral sud de Paraíba
- Patos
- Piancó
- Sapé
- Seridó occidental de Paraíba
- Seridó oriental de Paraíba
- Serra do Teixeira
- Sousa
- Umbuzeiro

## Personnalités
- Margarida Maria Alves (1933-1983), syndicaliste brésilienne née et morte à Alagoa Grande
- Givanildo Vieira de Souza (1986-), surnommé Hulk, footballeur né à Campina Grande
- Severino Dias de Oliveira (1930-2006), surnommé Sivuca, musicien né à Itabaiana et mort à João Pessoa